# Das große Umlegen
Das große Umlegen  und  Detektiv bei Continental’s sind die ursprünglichen Titel, unter  denen 17 Kurzgeschichten von Dashiell Hammett aus den Jahren 1923 bis 1930 – mit Ausnahme von Tulip, das erst 1966 erschien – als Sammelausgaben in deutschen Übersetzungen veröffentlicht wurden.
Bei den hier erwähnten 16 Kriminal-Storys – Tulip (1966) ist keine – bleibt, wie meistens bei Hammett, der Detektiv ohne Namen, und man erfährt nur sehr wenig über ihn. Er ist nicht sehr groß, eher dicklich, so um die 180 pound und nicht mehr ganz jung.
Mit dieser Beschreibung, so lässt sich vermuten, wollte Hammett vermeiden, einen autobiographischen Eindruck zu hinterlassen.
Die Geschichten spielen fast alle in San Francisco.
Für alle Erzählungen liegen die Rechte bei den Erben von Lillian Hellman, Hammetts langjähriger Lebensgefährtin.

## Titel der einzelnen Storys sowie kurze Inhaltsangabe
- Corkscrew Canon (Corkscrew, 1925)

Der Detektiv kommt in ein staubiges Kaff in Arizona, weil dort die Sheriffs knapp geworden sind und er vorübergehend den Posten eines Deputy annehmen soll. Dies ist fast eine Wild-West-Geschichte.
- Das Dingsbums Küken (The Whosis Kid, 1925)

Im Sportpalast sitzt ein Kerl mit knittrigen Ohren, dahinter, ihn an diesen Ohren, aus Boston, wiedererkennend, unser Mann von Continentals. Nach Verlassen der laufenden Boxveranstaltung folgt der Detektiv dem Kerl rein intuitiv, was sich als der richtige Schritt erweist.
- Das goldene Hufeisen (The Golden Horseshoe, 1924)

Ein Anwalt beauftragt den Continental OP, sich auf die Suche nach jemandem zu begeben, der, wie er betont „kein Krimineller ist“. Aber wer glaubt schon einem Anwalt?
- Das große Umlegen (The Big Knockover, 1926)

Dem Detektiv fällt auf, dass immer mehr auswärtige Gangster in der Stadt auftauchen. Als dann mehrere Banken usw. auf einmal ausgeraubt werden, wobei es ein mittleres Blutbad gibt, wird ihm klar, was hier läuft.
- Das Haus in der Turk Street (The House in Turk Street, 1924)

Auf der Suche nach einem wichtigen Zeugen, zumindest ist das der Vorwand, klappert unser Protagonist ein Haus nach dem anderen in der Turk Street ab. Bis er beim Falschen klingelt.
- Das Mädchen mit den silbernen Augen (The Girl with the Silver Eyes, 1924)

Fortsetzung von Das Haus in der Turk Street
- Der Main-Tod (The Main Death, 1927)

Main ist tot, sein Chef beauftragt die Continental Detective Agency damit, herauszufinden, wieso und warum. Die Polizei von „Frisco“ ist auch nicht schlauer.
- Der Farewell-Mord (The Farewell Murder, 1930)

Der einzige, der in Farewell aus dem Zug steigt, ist beruflich unterwegs. Spuk oder Wirklichkeit, das ist hier die Frage.
- Der zehnte Hinweis (The Tenth Clew, 1924)

Der Mann von Continentals wartet vergeblich auf seinen Auftraggeber; kurz bevor er geht, stellt sich raus, dass dieser gerade zu Tode gekommen ist. Die Vielzahl der Hinweise ist verwirrend, bis auf den zehnten.
- Ein starkes Stück (The Gatewood Caper, auch als: Crooked Souls, 1923)

„Meine Tochter ist gestern entführt worden“; Fragen will der Mann nicht hören, sondern Resultate sehen. Keine ganz leichte Aufgabe für den Continental OP.
- Fliegenpapier (Fly Paper, 1929)

Hier geht es um ein Mädchen auf Abwegen, der Auftrag kommt von ihrem Vater aus New York, eigentlich geht es nur darum, sie im Auge zu behalten, bis sie plötzlich tot ist.
- Fracht für China (Dead Yellow Women, 1925)

Der Detektiv wird von einer jungen Chinesin beauftragt, die in ihrem eigenen Haus überfallen wurde, wobei eine ihrer Dienstbotinen zu Tode kam. Seine Ermittlungen führen ihn nach Chinatown (San Franzisko), hinter eine rote Tür und zu einem undurchsichtigen Gegenspieler.
- Glut am Gesicht (The Scorched Face, 1925)
- Königsmacher (This King Business, 1928)

Die Geschichte spielt ausnahmsweise nicht in den USA, sondern in Muravia, einem fiktiven Staat auf dem Balkan. Ein junger Amerikaner hat sich in den Kopf gesetzt, hier mittels seines nicht unbeträchtlichen Vermögens König zu werden. Sein Onkel beauftragt die Continental nachzuforschen.
- Tulip (Tulip, 1966)

Hier handelt es sich tatsächlich um ein Stück Autobiographie von Hammett, allerdings nicht ganz vollendet. Der letzte Teil wurde von L. Hellman ergänzt.
- Wie Couffignal ausgeräumt wurde (The Gutting of Couffignal, 1925)

Auf einer Insel, die größtenteils von sehr reichen Leuten bewohnt wird, findet eine Hochzeit statt. Der Detektiv von Continental wird beauftragt die Hochzeitsgeschenke im Auge zu behalten.
Aber gerade an diesem Abend hat eine Gangsterbande beschlossen, die gesamte Insel auszurauben, da gibt es jede Menge zu tun für den Mann von Continental.
- $ 106.000 Blutgeld ($ 106,000 Blood Money, 1927)

Fortsetzung von Das große Umlegen

## Deutschsprachige Ausgaben
- Fliegenpapier, Diogenes, ISBN 3-257-20911-8

Storys: Vorwort von Lillian Hellman; Wie Couffignal ausgeräumt wurde; Fliegenpapier; Glut am Gesicht; Königsmacher; Ein starkes Stück
- Fracht für China, dt. von Antje Friedrichs, Elizabeth Gilbert und Walter E. Richartz, Diogenes, ISBN 3-257-20912-6

Storys: Fracht für China; Corkscrew Canon; Tulip
- Das große Umlegen, Diogenes, ISBN 3-257-20913-4

Storys: Das große Umlegen; $ 106.000 Blutgeld; Der zehnte Hinweis
- Das Haus in der Turk Street, dt. von Wulf Teichmann; Diogenes ISBN 3-257-20914-2

Storys: Das goldene Hufeisen; Das Haus in der Turk Street; Das Mädchen mit den silbernen Augen
- Das Dingsbums Küken, Diogenes, ISBN 3-257-20915-0

Storys: Das Dingsbums Küken; Der Main-Tod; Der Farewell-Mord; Nachwort von Steven Marcus